# Leis sobre escravos fugitivos nos Estados Unidos
As leis sobre escravos fugitivos foram leis aprovadas pelo Congresso dos Estados Unidos em 1793 e 1850 para prever o retorno de pessoas escravizadas que escaparam de um estado para outro estado ou território. A ideia da lei do escravo fugitivo foi derivada da Cláusula do Escravo Fugitivo que está na Constituição dos Estados Unidos ( Artigo IV, Seção 2, Parágrafo 3). Pensava-se que forçar os estados a entregar escravos fugitivos de volta à escravidão violava os direitos dos estados devido à soberania do estado e acreditava-se que a apreensão de propriedades do estado não deveria ser deixada para os estados. A Cláusula do Escravo Fugitivo afirma que os escravos fugitivos "serão entregues mediante reclamação da Parte a quem tal Serviço ou Trabalho for devido", o que restringia os direitos do Estado porque forçar as pessoas a regressar à escravatura era uma forma de recuperar a propriedade privada. O Compromisso de 1850 implicou uma série de leis que permitiram a escravatura nos novos territórios e forçaram os funcionários dos estados livres a dar uma audiência aos proprietários de escravos sem um júri.